# مسجد جناح التذكاري
مسجد جناح التذكاري هو مسجد يقع في سانت جوزيف، منطقة تونابونا بياركو، ترينيداد وتوباغو.

## التاريخ
بدأ بناء المسجد في 1947؛ بعد أن منحت حكومة جزر ويندوارد البريطانية قطعة أرض لرابطة مسلمي ترينيداد (TML). تم الانتهاء من البناء في 1954 بتمويل من مولوي أمير علي، مؤسس الرابطة، وأنصارها.

## العمارة
تم تصميم المسجد من قبل المهندس المعماري البريطاني. يتكون من قباب كبيرة وصغيرة على سطحه ومئذنتين. تم تركيب سلالم معدنية داخل البرجين تصل إلى أعلى المبنى. ويتسع المسجد لما يصل إلى 1000 مصلي.

## أنظر أيضا
- الإسلام في ترينيداد وتوباغو